# Rachel Mwanza
Rachel Mwanza (Mbuji-Mayi, 1997) è un'attrice della Repubblica Democratica del Congo, nota per la sua interpretazione di Komona nel film Rebelle del 2012, per il quale ha vinto l'Orso d'argento come migliore attrice al Festival internazionale del cinema di Berlino.
Prima di raggiungere il successo nel mondo del cinema era senza fissa dimora e viveva per le strade di Kinshasa.

## Biografia
Terza di sei fratelli, ha trascorso l'infanzia nella provincia del Kasai. Quando aveva otto anni suo padre mandò la famiglia a Kinshasa con la falsa promessa di raggiungerla in seguito. Mwanza e i suoi fratelli non frequentarono più la scuola e sua madre la riteneva responsabile della sventura della famiglia dopo che un falso profeta l'aveva definita una strega. La giovane accusò sua madre di tentati esorcismi per liberarla dalla stregoneria e venne cacciata di casa.
Mwanza ha trascorso diversi anni da bambina di strada a Kinshasa prima di essere scelta per il film canadese Rebelle. È apparsa anche nel film del 2013 Kinshasa Kids scritto e diretto da Marc-Henri Wajnberg.
Successivamente si è trasferita a Montréal, dove ha frequentato l'École Lucien-Pagé vivendo con la famiglia di Anne-Marie Gélinas, produttrice cinematografica associata di War Witch.

### Carriera di attrice
Mwanza è stata scritturata per Rebelle dopo che il regista Kim Nguyen e i produttori Pierre Even e Marie-Claude Poulin l'avevano notata in un documentario sui ragazzi di strada di Kinshasa. Essendo analfabeta, i cineasti le hanno garantito gli studi e l'alloggio fino al compimento dei 18 anni. Nel febbraio 2013 le è stato concesso un visto per consentirle di partecipare ai Premi Oscar.
La performance di Mwanza in Rebelle le è valso l'Orso d'argento come migliore attrice al Festival internazionale del cinema di Berlino, il Tribeca Film Festival e il Vancouver Film Critics Circle nel 2012, nonché il premio per la migliore attrice al 1º Canadian Screen Awards  e agli Jutra Awards.
Mwanza ha successivamente scritto un libro intitolato Survivre pour voir ce jour, descrivendo la sua infanzia e le sue esperienze nella speranza che possa sia ispirare i giovani, sia attirare l'attenzione sui 20 000 bambini che vivono sulle strade di Kinshasha.